# Mario Talavera
Mario Talavera Andrade (13 de diciembre de 1885 - 27 de marzo de 1960) fue un músico, compositor e intérprete mexicano, nacido en Xalapa, Veracruz, fallecido en la Ciudad de México.

## Datos biográficos
Estudió en el Conservatorio Nacional de Música. Se inició como cantante de ópera en escenarios de las ciudades de Puebla, Guadalajara y México, D. F.. Por la calidad de su voz fue invitado a cantar en el Carnegie Hall de los Estados Unidos de América.
Más tarde abordó un tipo de música que satisfacía más a su gusto y emoción: la música popular. En 1921 comenzó a actuar como solista de la Orquesta Típica Centenario, para integrarse después al Cuarteto Clásico de Cancionistas Mexicanos. En 1924 su canción China fue premiada en los Juegos Florales de San Ángel. En 1927 participó en una gira con la Orquesta Típica Presidencial que dirigía Miguel Lerdo de Tejada.
Fue director de orquesta debutando como tal en el Teatro del Instituto Nacional de Bellas Artes en la Ciudad de México. Como intérprete formó parte del grupo Los cuatro ases de la canción, integrado por él, con  Miguel Lerdo de Tejada, Tata Nacho y Alfonso Esparza Oteo. También cantó como participante en el reconocido Trío Veneno.
Mario Talavera tuvo también actividad periodística y como escritor. Sus artículos fueron publicados en periódicos y revistas de la época y escribió libros como Miguel Lerdo de Tejada, su vida pintoresca y anecdótica y Álbum de canciones. Fue uno de los fundadores de la Sociedad de Autores y Compositores de Música. También escribió música para diversas películas cinematográficas.
Escribió varias obras en coautoría con otros compositores como Ricardo López Méndez, José Antonio Zorrilla Martínez, Leopoldo de Samaniego, Felipe Bermejo, Pepe Guízar, Gabriel Luna de la Fuente, entre otros.